# 373.ª División Croata de Infantería (Wehrmacht)
La 373.ª División Croata de Infantería (en alemán: 373. (Kroatische) Infanterie-Division, en croata: 373. (hrvatska) pješačka divizija) fue una división de voluntarios del Ejército alemán durante la Segunda Guerra Mundial. Se formó en junio de 1943 utilizando una brigada de la Guardia Nacional del Estado Independiente de Croacia (en croata: Nezavisna Država Hrvatska, NDH) con la adición de un cuadro alemán. La división fue dirigida por alemanes hasta el batallón e incluso a nivel de compañía en casi todos los casos, y se la conocía comúnmente como "división de legionarios". Originalmente formado con la intención de servir en el Frente Oriental, se utilizó en su lugar para operaciones antipartisanas en el territorio del NDH hasta el final de la guerra. Luchó principalmente en las áreas occidentales del NDH, y participó en el intento de matar o capturar al líder de los partisanos, Josip Broz Tito, en mayo de 1944. Agotada severamente por la deserción, la división se retiró hacia la frontera del Reich en los primeros meses de 1945, y finalmente se rindió a los partisanos el 10 de mayo de 1945 cerca de Brežice en la actual Eslovenia. 

## Historia

### Formación
Después de la invasión de la Unión Soviética por el Eje en junio de 1941, Ante Pavelić, el líder del recién creado estado títere del Eje, el Estado Independiente de Croacia (NDH), ofreció voluntarios de Adolf Hitler para servir en el Frente Oriental. Esta oferta pronto dio lugar a la formación y despliegue de destacamentos militares, de la fuerza aérea y navales que, después de ser entrenados y equipados por Alemania, se comprometieron a luchar contra el Ejército Rojo. El elemento más importante fue el 369.º Regimiento de Infantería Reforzada de Croacia, que era parte de la 100.ª División Jäger, pero fue diezmado en Stalingrado en enero de 1943. Las fuerzas croatas se desempeñaron de manera creíble en el Frente Oriental, y los alemanes continuaron apoyando el desarrollo de las fuerzas del NDH con el objetivo de levantar varias divisiones para servir allí. Debido a la falta de líderes y personal capacitados, estas divisiones se plantearon utilizando un cuadro alemán.
La 373.ª División Croata de Infantería se reunió y entrenó en Stockerau y Döllersheim, Austria, a partir de finales de enero de 1943, cuando la segunda división croata se levantó para el servicio en la Wehrmacht, después de su formación hermana, la 369.ª División Croata de Infantería. Fue construido alrededor de un cuadro de 3.500 tropas alemanas y 8.500 soldados de la 7.ª Brigada de Montaña de la Guardia Nacional de Croacia, el ejército regular del NDH. Se estableció con dos regimientos de infantería de tres batallones cada uno. A cada regimiento se le asignó la mano de obra de dos de los cuatro batallones de la 7.ª Brigada de Montaña. Se formó bajo el mando del Generalmajor (general de brigada) Emil Zellner, con el receptor de la Cruz de Caballero de la Cruz de Hierro,  Oberst (Coronel) Alois Windisch al mando del 383.º Regimiento Croata de Granaderos y el Oberst Boicetta al mando del 384.º Regimiento Croata de Granaderos. Todos los batallones fueron comandados por alemanes, excepto el batallón de reconocimiento, que fue comandado por un oficial croata, el Mayor Bakarec. Las divisiones croatas que sirvieron en la Wehrmacht se conocían comúnmente como "divisiones de legionarios".
Aunque originalmente estaba destinado a su uso en el Frente Oriental, la división no se desplegó allí y regresó al NDH en mayo de 1943 debido a la necesidad de combatir a los partisanos dirigidos por los comunistas en el territorio del NDH. La división abandonó su área de entrenamiento en Austria durante el período del 1 al 12 de mayo de 1943, viajando en tren por la ruta Viena-Graz-Marburgo-Zagreb. Era conocida como la "División del Tigre" (en croata: Tigar Divizija), y estaba subordinado al Comando de Croacia (en alemán: Befehlshaber Kroatien) del General der Infanterie (teniente general) Rudolf Lüters.

### 1943

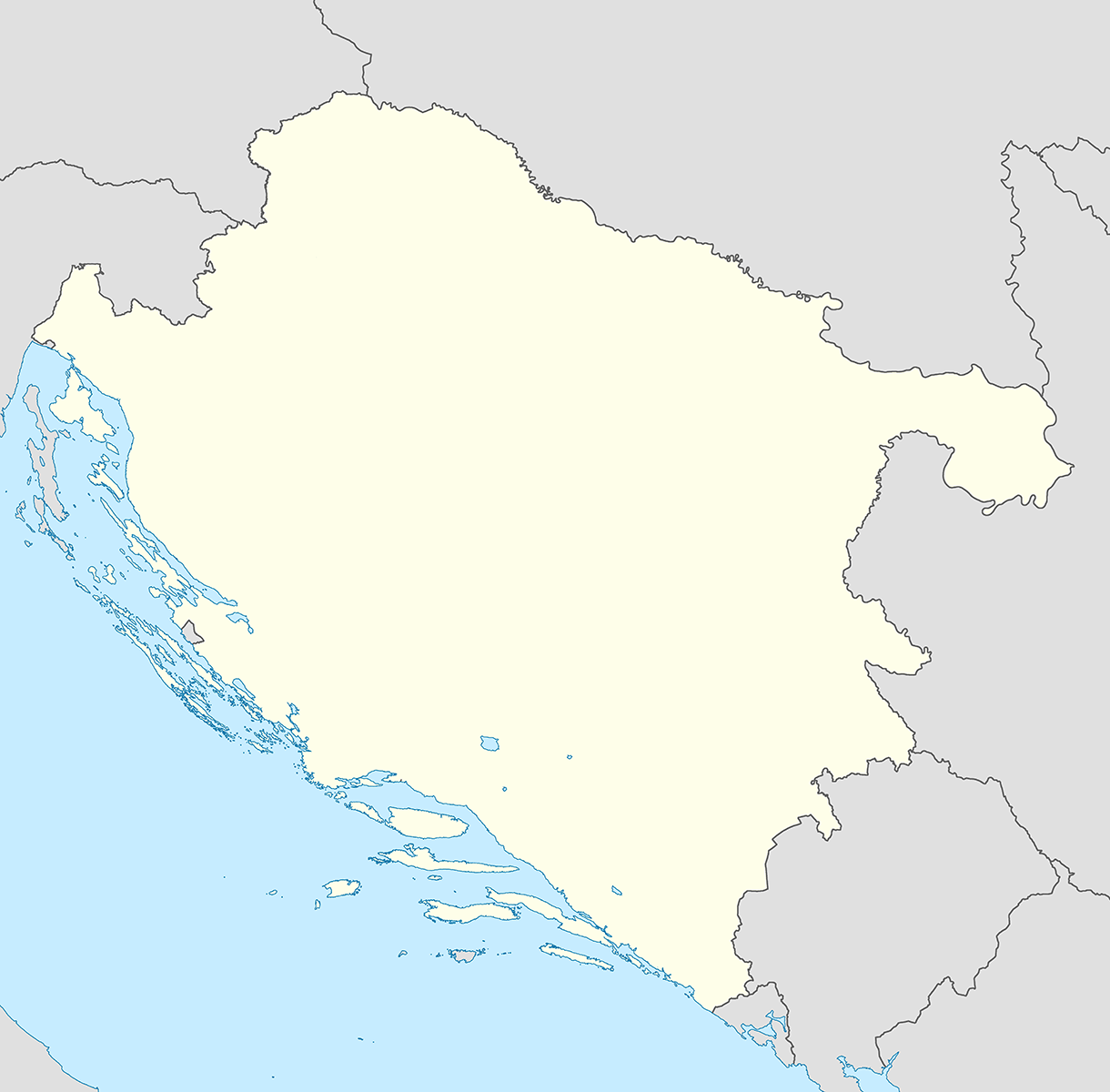
Mapa del Estado Independiente de Croacia que muestra las ubicaciones de las sedes divisionales durante 1943.

#### Tareas iniciales
La primera tarea de la división fue asegurar el área al norte y noroeste de Mostar, que contenía importantes reservas de bauxita necesarias para el esfuerzo de guerra alemán. El cuartel general divisional se estableció en Bugojno con el cuartel general del regimiento del 383 en Lise y el 384 en Travnik. A finales de mayo, un batallón (III/383) y artillería de apoyo se desplegaron en Mostar para reemplazar a las fuerzas italianas. Durante las primeras semanas, la división solo tuvo contactos menores con las fuerzas partisanas, pero a mediados de junio comenzó a enviar fuertes Jagdkommandos, "equipos de cazadores" ligeramente armados y móviles de compañía o fuerza de batallón, para romper y hostigar. Partisanos que operan en el área divisional de responsabilidad. A principios de julio, se realizó una operación de búsqueda y destrucción al oeste de la carretera Kupres –Bugojno– Jajce, durante la cual las unidades locales de Chetnik comenzaron a cooperar con la división. El 5 de julio, Bakarec convocó a los habitantes de una aldea y disparó a seis Partisanos capturados frente a ellos. La división perdió 23 muertos durante esta operación. Tras la conclusión de este barrido, la división se trasladó al norte, y su sede se volvió a desplegar en Prijedor.
A lo largo de julio y agosto de 1943, la división patrullaba constantemente y combatía compromisos menores en su área de responsabilidad. El 5 de agosto de 1943, el Generalleutnant (mayor general) Eduard Aldrian se convirtió en comandante de división en reemplazo de Zellner, quien fue transferido al grupo de reserva de oficiales de la sede del ejército (en alemán: Oberkommando des Heeres Führerreserve) El 16 de agosto, el Oberstleutnant (Teniente Coronel) Mück reemplazó a Windisch como comandante del 383.º Regimiento, y la división se colocó bajo el mando del 2.º Ejército Panzer, que había sido desplegado en los Balcanes desde el Frente Oriental. Durante el período del 18 al 22 de agosto, 102 soldados musulmanes croatas y bosnios desertaron, diez de los cuales fueron arrestados más tarde. Hubo una serie de factores que fomentaron la deserción, incluida la propaganda e infiltración partisana, la influencia del Partido Campesino Croata y los reveses sufridos por los alemanes en el norte de África y en Stalingrado y en otras partes del frente oriental.

#### El combate se intensifica
A finales de agosto y principios de septiembre de 1943, la división se desplegó nuevamente, esta vez a Bihać, aliviando a la 114.º División Jäger que se desplegó nuevamente en la costa del Adriático. El movimiento fue difícil, con varias emboscadas significativas que resultaron en numerosas víctimas y la pérdida de varios vehículos y armas.
En septiembre, se colocó bajo el mando del recién formado XV Cuerpo de Montaña dirigido por Lüters. Ese mes, la división concluyó un acuerdo de colaboración con el destacamento Chetnik de 260 miembros de Mane Rokvić, que tenía el control de un área que incluía partes del oeste de Bosnia y Lika. La división utilizó los Chetniks para proteger las líneas ferroviarias y las industrias clave en su área, así como para explorar contra los partisanos y los ataques en la parte trasera de las formaciones partisanas. deserciones empeoraron particularmente después de la capitulación de Italia a principios de septiembre de 1943. Por ejemplo, durante octubre de 1943, 334 hombres desertaron de la división. Manejó a miles de prisioneros italianos después de la rendición, alimentándolos y marchándolos bajo guardia hacia el Reich.
El 20 de octubre de 1943, los alemanes confirmaron formalmente que la división no se utilizaría fuera del NDH. En la segunda mitad de octubre de 1943, las fuerzas partisanas rodearon la guarnición croata de la Guardia Nacional de Prijedor. El 383.º Regimiento alivió la guarnición y llevó a cabo operaciones de limpieza alrededor de la ciudad hasta las fuertes nevadas en la primera semana de noviembre. El 4 de diciembre, el Oberstleutnant Hühnewaldt reemplazó a Mück como comandante de ese regimiento.

#### Operaciones Panzer y Ristow
Entre el 10 y el 24 de diciembre de 1943, la división, junto con la 371.ª División de Infantería y la 1.ª División de cosacos, participaron en la Operación Panzer. El objetivo de la operación era rodear a las fuerzas partisanas ubicadas dentro del bosque de Kostajnica y el área al norte de Bosanski Novi. La operación logró poco y fue seguida inmediatamente por la Operación Ristow. El objetivo de esta operación era despejar el área al sur del río Sana entre Bosanski Novi y Prijedor, y destruir elementos de la 7.ª División de Banija Partisana, que según la inteligencia planeaban establecer cuartos de invierno en las cercanías de la aldea de Maslovare, con el río Japra protegiendo su trasero. La división cometió el 383.º Regimiento de Infantería, reforzado por tres tanques del 202.º Batallón Panzer, y apoyado por los cañones del I. Batallón, 373.º Regimiento de Artillería. El plan incluía una operación de tres días que comenzaría el 24 de diciembre. Tras el reconocimiento de la 3.ª Brigada de Montaña croata, el objetivo del primer día fue empujar 10 kilómetros (6,2 mi) hacia el este desde Bosanski Novi para asegurar las alturas al este de Japra, y esto se logró contra la resistencia a la luz.
Al día siguiente, hubo fuertes enfrentamientos antes de que la fuerza alemana asegurara sus objetivos, sufriendo diez heridos en el proceso. Después de limpiar el 26 de diciembre, se emitieron órdenes para que el I. Batallón continuara el avance hacia el sur de Sana hacia el pueblo de Trgovište, mientras el II. Al Batallón se le ordenó cruzar el Sana en balsas y continuar el avance en el lado norte del río. En la mañana del 27 de diciembre, el I. Batallón avanzó con éxito a un punto de unos 10 kilómetros (6,2 mi)   oeste de Prijedor, y ocupó Trgovište. Avanzando hacia el este, el I. Batallón perdió la formación y sufrió fuertes ataques de las fuerzas partisanas que también se infiltraron entre las compañías y atacaron sus flancos y retaguardia. Toda la fuerza, menos dos compañías y los tanques que permanecieron al norte del río, se consolidaron en las alturas al sur de Sana, y durante la noche combatieron varios asaltos partisanos grandes que fueron apoyados por fuego de mortero pesado. El 28 de diciembre, la fuerza alemana se abrió camino hasta la orilla sur del Sana, y evacuó a sus bajas a través del río en balsas. El cuerpo principal se abrió camino hacia el este hasta Prijedor con fuego de cobertura provisto por las dos compañías y tanques que permanecían en la orilla norte, y la mayoría llegó el 29 de diciembre. La Operación Ristow fue muy costosa para la división, con el I. Batallón solo sufrió 100 bajas, principalmente por fuego de mortero en la noche del 27 al 28 de diciembre. La información de la población local indicó que los partisanos perdieron al menos 76 soldados durante la operación.

### 1944

#### Batalla de Banja Luka
A finales de diciembre de 1943, Hühnewaldt se encargó de la defensa de Banja Luka, la segunda ciudad más grande de Bosnia, que había estado bajo presión partisana durante varios días. La sede del XV Cuerpo de Montaña estaba en Banja Luka, junto con el batallón de reemplazo de la división, las tropas de apoyo de la división, algunos policías y algunos tanques. Elementos de la 4.ª Brigada Jäger de la Guardia Nacional de Croacia también estaban en la ciudad. El 31 de diciembre, Hühnewaldt desplegó la I/383 en Banja Luka para reforzar aún más las defensas. A las 23:00 de ese día, comenzó un bombardeo de artillería y morteros pesados, seguido de un ataque partisano que rápidamente invadió los puestos de avanzada de la Guardia Nacional y enfrentó a las unidades divisionales en intensos combates. A primera luz del día de Año Nuevo, I/383 contraatacó, recapturando la central eléctrica crucial. Esa noche, los partisanos renovaron su asalto, invadieron el hospital y masacraron a los enfermos y heridos alemanes, y capturaron la estación de ferrocarril. En este punto, los defensores se concentraron en dos cuadras del centro de la ciudad y los partisanos tenían solo 100 metros de distancia. Se montó un contraataque desesperado pero infructuoso, y la ciudad parecía perdida cuando la fuerza fue relevada por el 901.º Regimiento Panzergrenadier Lehr. Los partisanos se retiraron rápidamente y la milicia Ustaše y Sicherheitsdienst (policía de seguridad) posteriormente ejecutaron a todo el personal armado capturado en la ciudad. Los muertos durante la batalla incluyeron a 67 alemanes, 150 guardias locales croatas y entre 300 y 350 partisanos.
Después de la batalla, la división despejó y aseguró el área alrededor de Banja Luka, y en febrero de 1944 Hühnewaldt fue reemplazado como comandante del 383.º Regimiento por el comandante Ristow de I/383. A finales de marzo, la mayor parte del 383º Regimiento fue desplegado en Knin con la responsabilidad de la carretera entre Knin y Bihać, con el comandante del regimiento designado como el comandante de la guarnición. En la última tarea, contó con la asistencia de la 7.ª División Voluntaria de Montaña SS Prinz Eugen. Del 7 al 16 de mayo de 1944, la división participó en la Operación Morgenstern (Estrella mañanera) en la región de Krbavsko Polje al oeste y suroeste de Bihać, junto con elementos de su formación hermana, la 392.ª División Croata de Infantería, la 92.ª Regimiento Motorizado, el 1.º Regimiento Jäger de la División Panzergrenadier de Brandenburgo y las unidades Ustase. La operación fue un éxito significativo, matando a 438 partisanos y capturando 56, junto con grandes cantidades de armas, municiones, vehículos y suministros.

#### OperaciónRösselsprung
La división formó una parte importante de la fuerza terrestre utilizada por el XV Cuerpo de Montaña en la Operación Rösselsprung, que se lanzó el 25 de mayo de 1944, con el objetivo de matar o capturar al líder partisano Josip Broz Tito y destruir su cuartel general en Drvar. La división era responsable de dos de los nueve empujes coordinados que convergían en la fortaleza Partisana en el área de Drvar- Bosanski Petrovac. El primer impulso consistió en el 384.º Regimiento Croata de Infantería, conocido como Kampfgruppe Willam después de su comandante. El grupo del 384.º Regimiento debía avanzar hacia el este a las 5 de la mañana del 25 de mayo desde la aldea de Srb hacia Drvar. Kampfgruppe Willam tenía la responsabilidad principal de relevar y luego tomar el mando del 500.º Batallón de Paracaidistas SS que aterrizaría en paracaídas y planeador en Drvar el 25 de mayo, y el regimiento atacaría en dirección a Bosanski Petrovac. El segundo impulso consistió en un grupo de batallón de la división, que debía partir a las 5 de la mañana del 25 de mayo desde Lapac y conducir hacia el este a través de Kulen Vakuf para capturar la encrucijada en Vrtoče. Si fuera necesario, debían avanzar hacia el noroeste hacia Bihać para abrir el camino.
Durante el 25 de mayo, las fuerzas terrestres del XV Cuerpo de Montaña no pudieron avanzar tan rápido como se esperaba. Hubo una resistencia inesperada de las fuerzas partisanas fuertes a lo largo de sus ejes de avance, y hubo una comunicación muy pobre entre los diversos elementos, lo que resultó en la falta de coordinación de sus movimientos. También fueron sometidos a varios ataques aéreos aliados. Mientras tanto, Tito y su personal clave escaparon hacia el sur y fueron trasladados en avión a Italia. Kampfgruppe Willam no pudo vencer la resistencia de la 2.ª Brigada Lika, y abrirse paso hasta Drvar hasta que los paracaidistas habían sido relevados alrededor del mediodía del 26 de mayo por una columna más fuerte que atacaba desde la dirección de Bihać. El 29 de mayo, el grupo de batallón de la división atacó fuertes posiciones partisanas al este, norte y noroeste de Prekaja, pero el ataque se detuvo por falta de municiones. El ataque se renovó el 31 de mayo después de que se emitieron nuevas órdenes, con la división ocupando el área de Prekaja y capturando dos tanques partisanos. La Operación Rösselsprung fue un fracaso cuando Tito y su personal principal de la sede escaparon.

### Meses finales
En el otoño de 1944, la división absorbió a la 2.ª Brigada Jäger de la Guardia Nacional de Croacia como su tercer regimiento, renombrado como 385º Regimiento Croata de Infantería. El 20 de octubre, el Oberst der Reserves Karl Hermann reemplazó a Aldrian, y fue reemplazado por el Oberst Hans Gravenstein el 14 de noviembre. El 6 de diciembre de 1944, la división participó en la defensa de Knin contra los partisanos, donde sufrió graves pérdidas. En enero de 1945, Gravenstein fue ascendido a Generalmajor, y retiró a los sobrevivientes de la división al noroeste hacia Bihać. Durante esta retirada, la división ayudó a los 6.000-7.000 Chetniks de Momčilo Đujić que habían luchado junto a ellos en Knin y los acompañaron hacia Bihać. Más tarde ese mes, un gran número de croatas de la división desertó para unirse a los partisanos durante el ataque de la 35.º División Lika. Esta tendencia continuó, y otras dos compañías de soldados croatas desertaron.
La división vio acción contra los partisanos hasta el final de la guerra. Sin embargo, en abril de 1945 una gran parte de su mano de obra croata se había perdido o liberado, y los elementos croatas solo contaban entre 2.000 y 3.000 soldados. Durante los últimos meses de la guerra, luchó en el norte de Dalmacia y partes de Lika y Kordun durante la operación Lika-Primorje y más tarde en Banija. Cuando los partisanos lanzaron su ofensiva de primavera el 20 de marzo de 1945, luchó contra el 2.º Ejército Partisano mientras avanzaba en Zagreb. La división se retiró de Gospić a través de Donji Lapac, Bosanska Krupa, Bosanski Novi y Kostajnica, donde la mayoría de sus soldados croatas restantes se separaron de los elementos alemanes y probablemente se dispersaron. El resto continuó su retirada a través de Sunja, Sisak y Zagreb a Brežice en la actual Eslovenia, donde se entregó a los partisanos en el pueblo de Raka el 10 de mayo de 1945, y los soldados croatas restantes abandonaron la división. A las tropas alemanas desarmadas de la división se les permitió viajar hacia Alemania durante varios días antes de convertirse en prisioneros de guerra de los partisanos. Gravenstein fue juzgado por las autoridades yugoslavas en 1947 y ahorcado.

## Historia organizacional
La composición inicial de la división fue:
- 383.º Regimiento Croata de Granaderos  (batallones I, II, III)
- 384º Regimiento Croata de Granaderos  (batallones I, II, III)
- 373.º Regimiento de Artillería (I, II, III batallones)
- 373.º Batallón Fusilier
- 373.º Batallón de Reconocimiento
- 373.º Batallón Pionero
- 373.º Batallón de Señales
- Unidades de apoyo de la 373.ª división

En el otoño de 1944, la división absorbió la 2.ª Brigada Jäger de la Guardia Nacional de Croacia, que creó un tercer regimiento de infantería, el 385.º Regimiento Croata de Granaderos

## Comandantes
Los siguientes oficiales comandaban la división: 
- Generalmajor entonces del 1 de abril de 1943 Generalleutnant Emil Zellner, 25 de enero de 1943 - 5 de agosto de 1943[2]
- Generalleutnant Eduard Aldrian, 5 de agosto de 1943 -  20 de octubre de 1944[14]
- Oberst der Reserves Karl Hermann, 20 de octubre de 1944 - 14 de noviembre de 1944[42]
- Oberst desde el 1 de enero de 1945, Generalmajor Hans Gravenstein, 14 de noviembre de 1944 - mayo de 1945[42]

### Libros
- Ailsby, Christopher (2004). Hitler's Renegades: Foreign Nationals in the Service of the Third Reich. Dulles, Virginia: Brassey's. ISBN 978-1-57488-838-6.
- Bishop, Chris (2005). SS : Hitler's Foreign Divisions: Foreign Volunteers in the Waffen-SS 1940–1945. Staplehurst, Kent: Spellmount. ISBN 978-1-86227-289-7.
- Bishop, Chris (2008). German Infantry in WWII. Saint Paul, Minnesota: Zenith Press. ISBN 978-0-7603-3187-3.
- Cohen, Philip J. (1996). Serbia's Secret War: Propaganda and the Deceit of History. College Station, Texas: Texas A&M University Press. ISBN 978-0-89096-760-7.
- Kumm, Otto (1995). Prinz Eugen: The History of the 7. SS-Mountain Division "Prinz Eugen". Winnipeg, Manitoba: J.J. Fedorowicz. ISBN 978-0-921991-29-8.
- Nafziger, George F. (2000). The German Order of Battle — Infantry in World War II. Mechanicsburg, Pennsylvania: Greenhill Books. ISBN 978-1-85367-393-1.
- Milazzo, Matteo J. (1975). The Chetnik Movement & the Yugoslav Resistance. Baltimore, Maryland: Johns Hopkins University Press. ISBN 978-0-8018-1589-8.
- Odić, Slavko (1981). Desant na Drvar [Raid on Drvar]. Belgrade, Yugoslavia: Vojnoistorijski institut. OCLC 8169786.
- Orlović, Ðorde (1990). Šesta lička proleterska divizija "Nikola Tesla" [6th Lika Proletarian Division "Nikola Tesla"]. Belgrade, Yugoslavia: Vojnoizdavački i Novinski Centar. OCLC 36623868.
- Orlović, Ðorde (1983). Druga lička proleterska brigada [2nd Lika Proletarian Brigade]. Belgrade, Yugoslavia: Vojnoizdavački zavod. OCLC 11725381.
- Schraml, Franz (1962). Kriegsschauplatz Kroatien die deutsch-kroatischen Legions-Divisionen: 369., 373., 392. Inf.-Div. (kroat.) ihre Ausbildungs- und Ersatzformationen [The Croatian Theatre of War: German-Croatian Legion divisions: the 369th, 373rd and 392nd (Croatian) Infantry Divisions and their Training and Replacement Units] (en alemán). Neckargemünd, Germany: K. Vowinckel. OCLC 4215438.
- Tomasevich, Jozo (1975). War and Revolution in Yugoslavia, 1941–1945: The Chetniks. Stanford, California: Stanford University Press. ISBN 978-0-8047-0857-9.
- Tomasevich, Jozo (2001). War and Revolution in Yugoslavia, 1941–1945: Occupation and Collaboration. Stanford, California: Stanford University Press. ISBN 978-0-8047-3615-2.

### Revistas
- Eyre, Wayne Lt.Col. (Canadian Army) (2006). «Operation RÖSSELSPRUNG and The Elimination of Tito, May 25, 1944: A Failure in Planning and Intelligence Support». The Journal of Slavic Military Studies (Routledge, part of the Taylor & Francis Group) 19 (2): 343-376. doi:10.1080/13518040600697969.